# Ryan Keen
Ryan Keen (* 1987 in Totnes) ist ein englischer Sänger, Songwriter und Gitarrist. 

## Biografie
Keen studierte nach seinem Schulabschluss an der University of Westminster Commercial Music. Zuerst spielte er als Gitarrist und war Songwriter für andere Musiker, bevor er 2009 seine Solokarriere begann. Anfang 2010 veröffentlichte er eine erste EP mit fünf Titeln. Danach hatte er einen eigenen Auftritt beim renommierten SXSW-Festival in den USA, der ihm zu einem Plattenvertrag mit dem Indie-Label Imagem verhalf. Außerdem trat er im Vorprogramm von Sunrise Avenue, Ed Sheeran, Plan B und Leona Lewis auf. Seine erste eigene Tournee durch Großbritannien und weitere europäische Länder absolvierte er 2012 neben zahlreichen Auftritten bei Festivals wie Redfest und Bestival. Im März 2014 erschien sein Debütalbum Room for Light, welches in der Schweiz und dem Vereinigten Königreich für kurze Zeit in den Top-100-Albumcharts vertreten war.

## Diskografie
Alben
- Room for Light (2014)

EPs
- Aiming for the Sun (EP, 2010)
- Focus (EP, 2012)
- Back to the Ocean (EP, 2013)

Lieder
- Aiming for the Sun (2010)
- Focus (2012)
- Old Scars (2013)
- All This Time (2013)
- Skin and Bones (2014)